# (38427) 1999 RB231
1999 RB231 (asteroide 38427) é um asteroide da cintura principal. Possui uma excentricidade de 0.13159810 e uma inclinação de 11.75897º.
Este asteroide foi descoberto no dia 8 de setembro de 1999 por CSS em Catalina.